# André Pinçon
Pour les articles homonymes, voir Pinçon.
André Pinçon, né le 27 avril 1931 à Laval et mort le 4 juillet 2019 à Ernée, est un homme politique français, député et maire de Laval.

## Biographie
Fils d'Arthur Pinçon et de Constance Chevillard, il épouse le 29 mars 1956 Yvonne Pussaud, dont il a quatre enfants.
Après ses études à l'Institution du Sacré-Cœur de Mayenne, il devient expert-comptable. 

### Carrière politique
Élu conseiller municipal de Laval en 1971 sur la liste de Robert Buron, il accède à la mort de ce dernier à la mairie deux ans plus tard. Par la suite, il est également conseiller régional des Pays de la Loire. 
En 1986, le PS national « parachute » Jean-Paul Planchou pour les législatives. La réaction locale est très violente et une liste dissidente, « Socialisme et démocratie », se crée, proposant la candidature d'André Pinçon à la députation. Pour les régionales qui ont lieu en même temps, c'est une liste régionale menée par Claude Leblanc, maire de Mayenne qui se présente. Planchou est défait, André Pinçon emportant le troisième siège à la surprise générale avec 22,14 % des voix. C'est le premier député de gauche élu dans le département sous la Cinquième République, mais en 1988, lorsque le mode de scrutin redevient uninominal, il n'est pas réélu.
Après plus de 20 ans de mandat, il démissionne de la mairie de Laval en janvier 1994 au profit de son adjoint Yves Patoux. Ce dernier est toutefois battu par François d'Aubert lors des élections municipales un an plus tard.